# Piophila setosa
Piophila setosa is een vliegensoort uit de familie van de Piophilidae. De wetenschappelijke naam van de soort is voor het eerst geldig gepubliceerd in 1917 door Melander and Spuler.